# KDE neon
KDE neon és una distribució Linux desenvolupada per KDE basada en les versions de suport a llarg termini d'Ubuntu, empaquetada amb un conjunt de repositoris de programari addicionals que contenen les últimes versions de l'entorn d'escriptori Plasma i el programari KDE compatible. Suporta els gestors de paquets Snap i Flatpak per defecte. Va ser anunciada per primera vegada el juny de 2016 pel fundador de Kubuntu Jonathan Riddell després de la seva sortida de Canonical Ltd. No és recomanada per a usuaris novells a Linux pel poc programari preinstal·lat i per portar el darrer escriptori Plasma.
S'ofereix en variants estables, de desenvolupament i per a desenvolupadors; l'edició d'usuari és una versió estable amb els últims paquets del KDE, mentre que les branques Testing, Unstable i Developer Edition utilitzen les últimes versions beta i inestables dels paquets del KDE (l'última de les quals inclou biblioteques de desenvolupament perquè l'usuari avançat pugui adoptar millores).

## Maquinari
La companyia Slimbook ha publicat diferents portàtils amb KDE neon preinstal·lat, amb un maquinari selccionat per a donar la millor experiència possible a l'usuari final.
En la taula següent es mostren els models de partida, el maquinari s'oferia amb possibilitats d'ampliació.
| model            | data | Processador         |
| ---------------- | ---- | ------------------- |
| KDE Slimbook     | 2017 | Intel i5 a 2.3GHz   |
| KDE Slimbook II  | 2018 | Intel Core i5       |
| KDE Slimbook III | 2020 | AMD Ryzen 7 4800H   |
| KDE Slimbook IV  | 2022 | AMD Ryzen 7 5700U   |
| KDE Slimbook V   | 2024 | AMD 7840HS a 5,1GHz |